# 물목
"물목"은 한국에서 제작된 조명화 감독의 1985년 영화이다. 윤양하 등이 주연으로 출연하였고 김화식 등이 제작에 참여하였다.

## 출연

### 주연
- 윤양하
- 유혜영
- 이정남

## 기타
- 조명: 김동호